# Ван т’Хек, Том
Мария Томас (Том) ван т’Хек (нидерл. Maria Thomas (Tom) van 't Hek, 1 апреля 1958, Нарден, Нидерланды) — нидерландский хоккеист (хоккей на траве), нападающий, тренер, радиоведущий. Участник летних Олимпийских игр 1984 года, чемпион мира 1990 года как игрок; двукратный бронзовый призёр летних Олимпийских игр 1996 и 2000 годов, серебряный призёр чемпионата мира 1998 года, чемпион Европы 1995 года как тренер.

## Биография
Том ван т’Хек родился 1 апреля 1958 года в нидерландском городе Нарден.
Играл в хоккей на траве за «Кампонг», в составе которого в 1985 году стал чемпионом Нидерландов.
24 сентября 1976 года дебютировал в сборной Нидерландов, сыграв в Познани в товарищеском матче с хоккеистами ГДР (4:2).
В 1984 году вошёл в состав сборной Нидерландов по хоккею на траве на летних Олимпийских играх в Лос-Анджелесе, занявшей 6-е место. Играл на позиции нападающего, провёл 7 матчей, забил 4 мяча (по одному в ворота сборных Пакистана, Великобритании, Кении и Индии).
В 1990 году завоевал золотую медаль на чемпионате мира в Лахоре.
В течение карьеры провёл за сборную Нидерландов 221 матч, забил 106 мячей.
Завершив игровую карьеру, некоторое время работал терапевтом. В октябре 1994 года стал главным тренером женской сборной Нидерландов по хоккею на траве. Под его началом команда выиграла золото чемпионата Европы 1995 года, завоевала бронзу хоккейных турниров летних Олимпийских игр 1996 и 2000 годов, серебро чемпионата мира 1998 года и победила в Трофее чемпионов 2000 года.
В 2000 году покинул сборную и завершил тренерскую карьеру, став радиоведущим, ведёт спортивные передачи. Кроме того, выступает как мотиватор.

## Семья
Старший брат Тома ван т’Хека Юп ван т’Хек (род. 1954) — известный нидерландский комик.